# Tiden står stille
Tiden står stille er titlen på musikgruppen Tøsedrengenes album nummer to, som blev udsendt på LP i marts 1981. Ifølge gruppens website var albummet tæt på aldrig at blive udsendt, fordi pladeselskabet var skuffet over sangene og over salget af gruppens første album, Det går fremad.
Ved udgivelsen bestod Tøsedrengene stadig kun af de fem oprindelige mandlige medlemmer, Klaus Kjellerup, Henrik Stanley, Michael Bruun, Aage Hagen og Jan Sivertsen, men sangerinderne Anne Dorte Michelsen og Gitte Naur medvirker som korsangere på albummet, og de blev begge senere faste medlemmer af gruppen. Gitte Naur optrådte kun på dette ene album, hvorefter hun blev erstattet af Maria Bramsen.
Det var med dette album, at Tøsedrengenes karriere kom i gang, bl.a. pga. nummeret "Sig du ka' li' mig", hvorpå Anne Dorte Michelsen medvirkede som gæstesanger i duetten med Henrik Stanley. Tracklisten indeholder desuden tre instrumentalnumre - et vidnesbyrd om musikernes tidligere tilknytning til fusionsgrupperne Heavy Joker og Pakhus 1.
Albummet modtog i 1982 sølvplade-certifikat for 25.000 solgte LP'er, og "Sig du ka' li' mig" fik i 2022 platin for mere end 9 millioner streaminger på musiktjenesterne.
Tiden står stille blev udgivet af Tøsedrengenes pladeselskab PolyGram på plademærket Mercury, og musikken blev optaget og mixet i Werner Studio, som var gruppens faste studie. 
Albummet blev genudgivet på CD i 2006 af Universal Music, som en del af boksen Tøsedrengene Komplet.

## Spor
Side A:
1. "Rastamand" - (Bruun, Hagen, Amtoft, Kjellerup) [3:54]
2. "Den tyske fod" – instrumental (Bruun) [3:49]
3. "Trinidad" - (Stanley) [3:18]
4. "Alene" - (Kjellerup, Madsen) [3:04]
5. "Mit livs livret" - (Stanley) [3:07]
6. "Strøtanker" - (Stanley) [4:50]

Side B:
1. "Sig du ka' li' mig" - (Kjellerup, Michelsen) [3:50]
2. "Lamperøg" - (Bruun/Amtoft) [3:39]
3. "Tåge letter" – instrumental (Hagen) [2:49]
4. "Når du vågner" - (Kjellerup, Bødtcher, Madsen) [4:04]
5. "Tiden står stille" - (Bruun, Amtoft) [3:19]
6. "Mix-Max" – instrumental (Bruun) [4:23]

## Musikere
- Henrik Stanley Møller (el-piano, vokal)
- Klaus Kjellerup (bas, guitar, keyboards, vokal)
- Michael Bruun (guitar)
- Jan Sivertsen (trommer)
- Aage Hagen (flygel & keyboards)

## Gæster
- Anne Dorte Michelsen (kor A1, A3, A5, A6, vokal B1)
- Gitte Naur (kor A1, A3, A5, A6)
- Michael Elo (kor A4, B6)
- Michael Nielsen (alt sax B1)
- Anders Gaardmand (tenor sax A3, B4)
- Robert Greenidge (steel drums A1, A3)
- Jørgen Kaufmann (flygel B2)
- Klavs Bo Larsen (congas B1)
- Bo Stief (bas B5)